# Rue Visconti
Rue Visconti är en gata i Quartier Saint-Germain-des-Prés i Paris 6:e arrondissement. Rue Visconti, som börjar vid Rue du Seine 24 och slutar vid Rue Bonaparte 19, är uppkallad efter den franske arkitekten Louis Visconti (1791–1853), som bland annat ritade Napoleons sarkofag i Invaliddomen.

## Omgivningar
- Saint-Germain-des-Prés
- Jardin Alice-Saunier-Seïté
- Les Deux Magots
- Boulevard Saint-Germain
- Rue de Furstemberg
- Place de Furstemberg

## Bilder
| - Saint-Germain-des-Prés. - Jardin Alice-Saunier-Seïté. - Les Deux Magots. |

## Kommunikationer
- Tunnelbana – linje  – Saint-Germain-des-Prés
- Busshållplats Jacob – Paris bussnät, linje 39

### Webbkällor
- ”Rue Visconti”. Mairie de Paris. http://www.v2asp.paris.fr/commun/v2asp/v2/nomenclature_voies/Voieactu/9850.nom.htm. Läst 9 mars 2021.
- ”Rue Visconti”. Les rues de Paris. https://www.parisrues.com/rues06/paris-06-rue-visconti.html. Läst 9 mars 2021.